# Udo Reiter
Udo Reiter (* 28. März 1944 in Lindau; † 9. Oktober 2014 in Leipzig) war ein deutscher Journalist. Er führte im Bayerischen Rundfunk das fünfte Programm ein (B5 aktuell), war Mitbegründer des Mitteldeutschen Rundfunks (MDR) und von 1991 bis 2011 dessen Intendant.

## Leben
Udo Reiter legte 1963 sein Abitur ab. Er wollte Pilot bei der Lufthansa werden, die Aufnahmeprüfungen hatte er schon bestanden. Seit einem Autounfall am 5. Dezember 1966 war er vom fünften Brustwirbel abwärts gelähmt. Er entschied sich dann für ein Studium der Germanistik, Geschichte und Politikwissenschaft in München und Berlin. 1970 wurde er mit einer Arbeit über den expressionistischen Lyriker Jakob van Hoddis promoviert.
Anfang der 1970er Jahre kam Reiter zunächst als freier Mitarbeiter zum Bayerischen Rundfunk (BR). Seine erste feste Redaktionsstelle bekam er als Leiter der Abteilung Familienfunk (Sendung: „Das Notizbuch“). Später ging er zur Wissenschaftsredaktion des Senders. 1972 wurde Reiter mit dem Kurt-Magnus-Preis der ARD für verschiedene Hörfunkdokumentation, unter anderem zum Thema Meditationen, ausgezeichnet. 1983 wurde er Chefredakteur des Senders, 1984 stellvertretender Hörfunkdirektor, 1986 Hörfunkdirektor. Mit „B5 aktuell“ führte er den ersten reinen Informationskanal, streng in Viertelstundenportionen getaktet, im deutschen Rundfunk ein.
Mit der Neuaufstellung der abgewickelten DDR-Rundfunkanstalten 1990 entstand der Mitteldeutsche Rundfunk (MDR). Reiter wurde am 7. Juni 1991 dessen erster Intendant. Er baute den Sender als Dreiländeranstalt für Sachsen, Sachsen-Anhalt und Thüringen auf. In seinem Amt wurde er 1996, 2002 und 2008 bestätigt. Während seiner Amtszeit fiel der MDR wiederholt durch politische Einflussnahme und Korruptionsskandale auf. Umstritten ist der teilweise als unkritisch betrachtete Umgang mit dem SED-Regime, seinen Repräsentanten und das Aufgreifen von Kontinuitäten aus dieser Zeit (vgl. Ostalgie). Zum 1. November 2011 ging Reiter in den Ruhestand.
Nach dem Krebstod seiner ersten Frau heiratete er im Juni 2012 die Schriftstellerin und Journalistin Else Buschheuer. Er engagierte sich öffentlich für aktive Sterbehilfe. Die Süddeutsche Zeitung veröffentlichte einen Gastbeitrag Reiters unter dem Titel „Mein Tod gehört mir“, in dem er leidenschaftlich für das Recht auf selbstbestimmtes Sterben plädierte. Franz Müntefering schrieb darauf eine öffentliche Antwort.
Am 2. Oktober 2014 war Reiter Gast in der Fernsehsendung Maybrit Illner, in der es unter anderem um selbstbestimmtes Sterben ging, also auch Selbsttötung. Am 10. Oktober wurde er auf der Terrasse seines Hauses, einem umgebauten Schulgebäude aus Vorkriegszeiten im Leipziger Stadtteil Gottscheina, mit einer Schusswunde tot aufgefunden; er hatte sich am Abend des Vortags selbst getötet. Sein aufgefundener Abschiedsbrief bestätigt den beabsichtigten Freitod. Am 19. Oktober verlas Günther Jauch in seiner ARD-Talkshow den Abschiedsbrief vor einem Millionenpublikum. Udo Reiter hinterließ seine zweite Ehefrau Else Buschheuer und eine Tochter aus erster Ehe.
Reiter war Träger des Gregoriusordens, des Bayerischen Verdienstordens und des Bundesverdienstkreuzes.

## Rezeption
In seine Amtsperiode als Intendant des MDR fielen Programmerfolge (das MDR Fernsehen gilt seit 1997 als meistgesehenes Drittes Programm der ARD), aber auch Kontroversen:
- 2000: Der MDR verlor 2,6 Millionen DM im Rahmen von Hochrisiko-Anleihen in Ecuador.
- 2001: Es wurde bekannt, dass einige MDR-Moderatoren für die Staatssicherheit der DDR gearbeitet hatten.
- 2001: Der ungewöhnliche Vertrag mit Stephan Sulke, der 1992 ein Wohnungsbauprojekt für MDR-Mitarbeiter vermittelt hatte, wurde bekannt.[13] Aufgrund des zwischenzeitlichen Wertverlusts durch die Immobilienkrise und nicht benötigte Überkapazitäten erlitt der MDR durch dieses Projekt einen Verlust von rund 7,3 Millionen DM.[14]
- 2005: Im Sommer 2005 wurde dem Sportchef Wilfried Mohren wegen Schleichwerbung zu Ungunsten des MDR fristlos gekündigt.
- 2010: Im Oktober geriet Reiter wegen eines von ihm über den Mikroblogging-Dienst Twitter veröffentlichten Witzes über einen muslimischen Bundespräsidenten in die Kritik.[15][16]
- 2011 kam heraus, dass 8,2 Millionen Euro beim Kinderkanal abgezweigt wurden und mittels Scheinrechnungen teilweise in die Tasche eines leitenden Mitarbeiters flossen. Der MDR lenkt die Geschäfte des Kindersenders, den ARD und ZDF gemeinsam betreiben.[17] Reiter kommentierte den Vorfall in einem Interview: „Ja, das war ein Skandal, und es ärgert mich gewaltig, dass er diesen schönen kleinen und erfolgreichen Sender so beschmutzt hat.“[2]

## Zitate zu Udo Reiter
„Seine Entscheidungen trifft er im Stil eines Managers, das charmante Auftreten kann er gut gebrauchen. ‚Leute, die wütend zu ihm ins Zimmer reinkamen‘, erzählt einer, der ihn aus dieser Zeit gut kennt, ‚die kamen wie besoffen wieder raus.‘ Wahrscheinlich deshalb ist Reiter nicht überall beliebt, freilich flexibel und wendig. Ein Redakteur sagt rückblickend, ‚wer Mut zum Kämpfen hat, fährt mit Reiter gut‘.“

„Er ist schlitzohrig, unerschrocken und durchsetzungsfähig.“

„Der im BR von vielen als Hardliner eingeschätzte Redakteur hat ein zweites, gleichsam bubenhaftes Gesicht: er ist in die anarchische Leichtigkeit von Thomas (Gottschalk) geradezu vernarrt und weiß, dass man ein solches Talent nicht mit der normalen Personalelle messen darf.“

„Er hat das MDR-Fernsehen zum Marktführer der dritten Programme gemacht, der Sender wirkt identitätsstiftend. Aus der Ferne mag das Programm ostalgisch wirken, es bindet das Publikum in einer Weise, die andere beneiden.“

„Es gibt niemanden, der meine frühe Karriere so entschieden unterstützt hat wie Dr. Reiter in seiner Zeit als Programmdirektor des Bayerischen Rundfunks. Ich verdanke ihm unendlich viel und unsere spätere Freundschaft entstand auch aus dieser Dankbarkeit. Gerade deswegen konnte ich seinen öffentlichen Einsatz für einen selbstbestimmten Tod nur schwer nachvollziehen, für den er sich jetzt, viel zu früh, entschieden hat.“

## Publikationen
- Jakob van Hoddis. Leben und lyrisches Werk. Kümmerle, Göppingen 1970, ISBN 3-87452-025-0
- mit Detlef Bendrath: Meditation – wiederentdeckte Wege zum Heil? Evangelische Zentralstelle für Weltanschauungsfragen, Stuttgart 1972 (PDF; 156 KB)
- Erlösung im Lotussitz? Meditation heute. Furche-Verlag, Hamburg 1974, ISBN 3-7730-0244-0
- (Hrsg.): Meditation. Wege zum Selbst. Mosaik-Verlag, München 1976, ISBN 3-570-05428-4; Goldmann, München 1981, ISBN 3-442-11305-9
- (Hrsg.): „… keiner, dem Geschichte nicht etwas Wichtiges zu sagen hätte“. Piper, München 1977, ISBN 3-492-00459-8
- Gestatten, dass ich sitzen bleibe. Mein Leben. Aufbau Verlag, Berlin 2013, ISBN 978-3-351-02762-9 (Auszug: Meine letzte Freiheit. In: Die Zeit, 7. Februar 2013)